# Korelič
Korelič je priimek v Sloveniji, ki ga je po podatkih Statističnega urada Republike Slovenije na dan 1. januarja 2010 uporabljalo 23 oseb.

## Znani nosilci priimka
- Bruno Korelič (1944-2024), gospodarstvenik, direktor Luke Koper